# Бюзанси (Арденны)
Бюзанси́ (фр. Buzancy) — коммуна во Франции, находится в регионе Шампань — Арденны. Департамент коммуны — Арденны. Административный центр кантона Бюзанси. Округ коммуны — Вузье.
Код INSEE коммуны — 08089.
Коммуна расположена приблизительно в 200 км к востоку от Парижа, в 70 км северо-восточнее Шалон-ан-Шампани, в 45 км к юго-востоку от Шарлевиль-Мезьера.

## История
В военной истории Бюзанси́ известна боем произошедшим в ходе франко-прусской войны 27 августа 1870 года между французской и немецкой кавалерией во время Седанского марш-маневра. Потери французов составили 10 человек убитыми и ранеными, а саксонцев 32 человека.

## Население
Население коммуны на 2008 год составляло 371 человек.
| 1962 | 1968 | 1975 | 1982 | 1990 | 1999 | 2008 |
| ---- | ---- | ---- | ---- | ---- | ---- | ---- |
| 491  | 501  | 451  | 470  | 446  | 410  | 371  |

## Экономика
В 2007 году среди 231 человек в трудоспособном возрасте (15—64 лет) 170 были экономически активными, 61 — неактивными (показатель активности — 73,6 %, в 1999 году было 64,5 %). Из 170 активных работали 150 человек (89 мужчин и 61 женщина), безработных было 20 (9 мужчин и 11 женщин). Среди 61 неактивных 16 человек были учениками или студентами, 20 — пенсионерами, 25 были неактивными по другим причинам.

## Достопримечательности
- Замок Бюзанси (XVIII век). Исторический памятник с 1982 года.[4]
- Церковь Сен-Жермен[англ.] (XIII век). Исторический памятник с 1920 года.[5]
- Замок Ла-Кур с резными львами Антуана Куазево.

## Фотогалерея

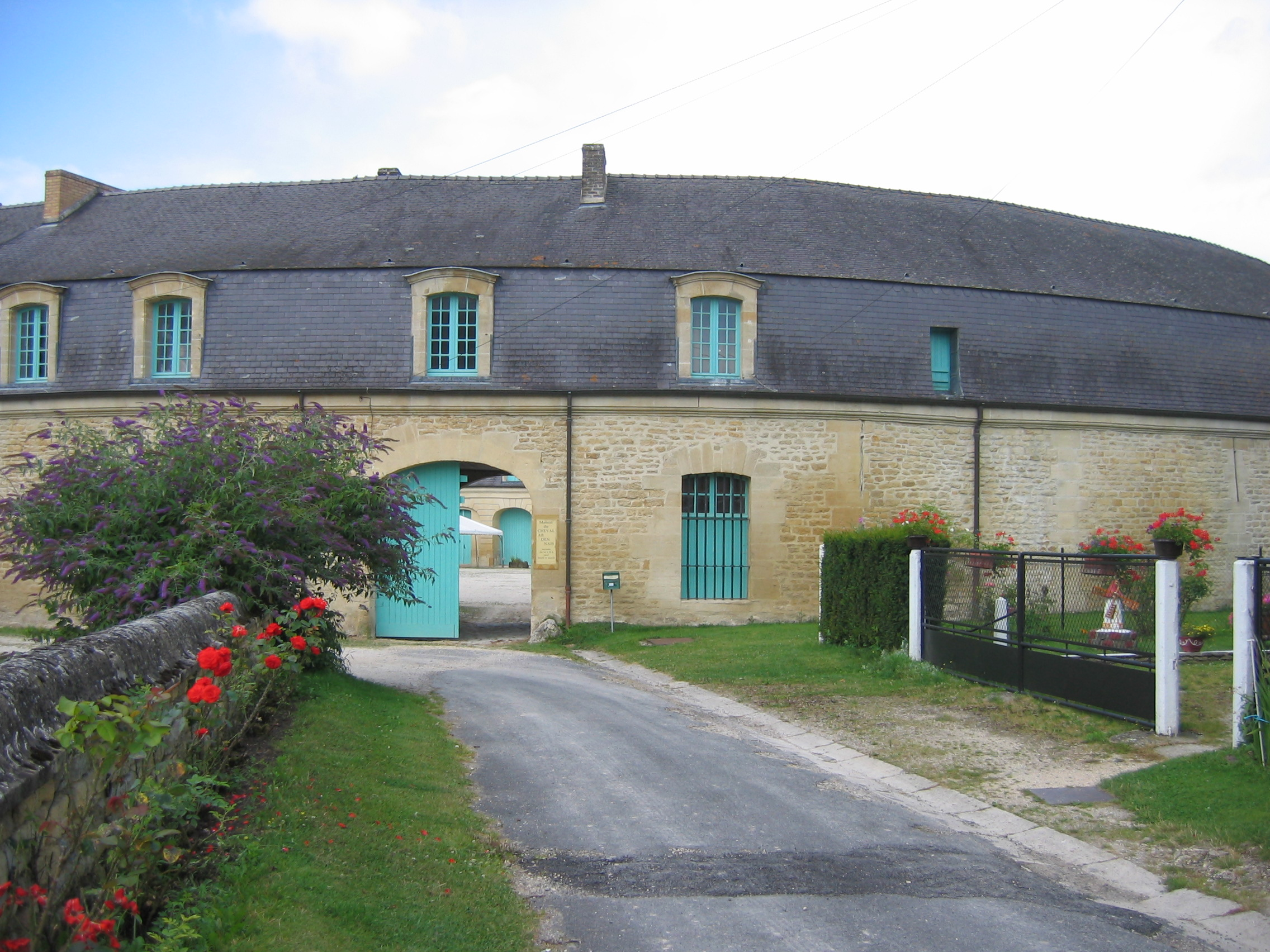
Замок Ожар
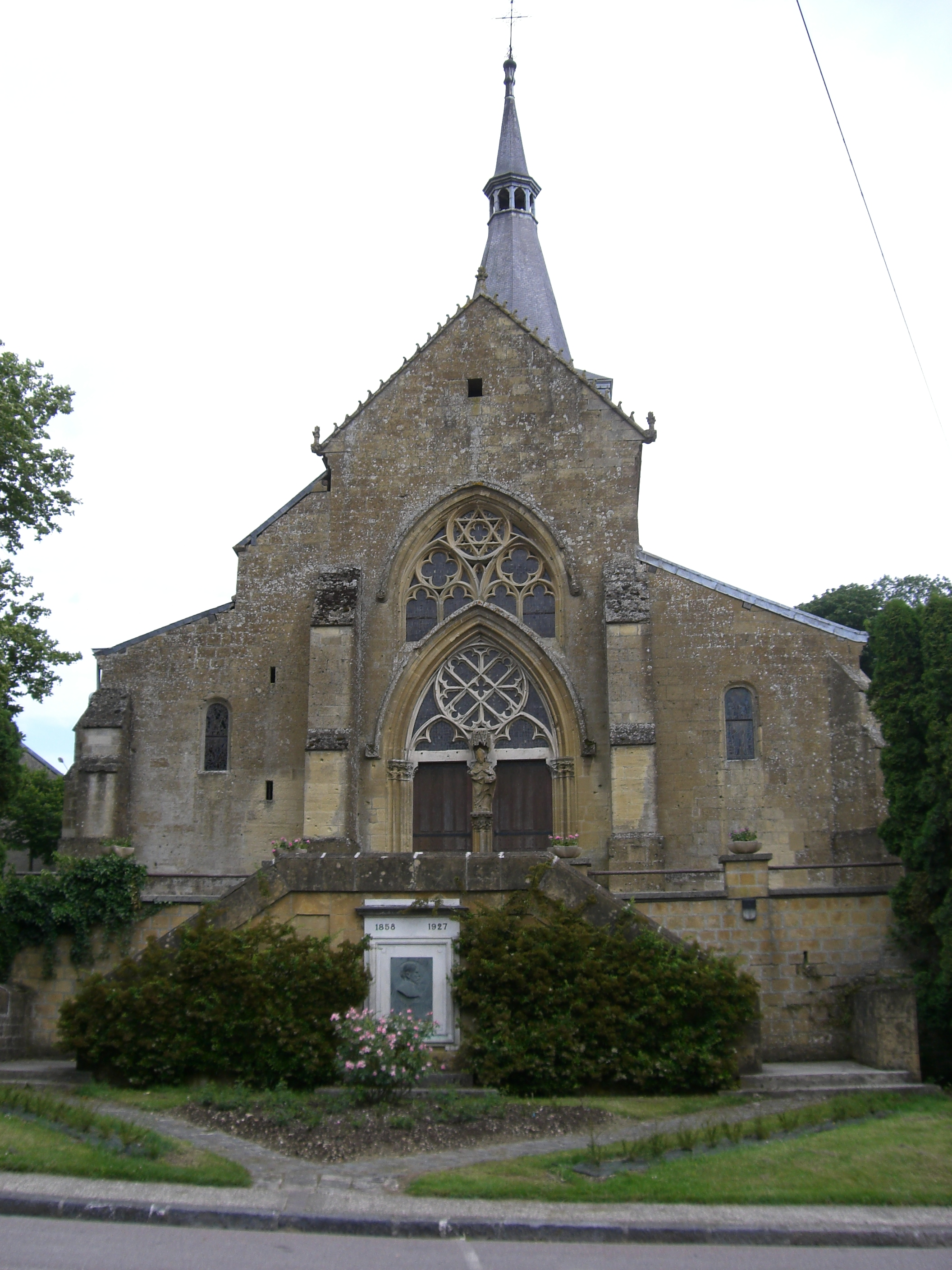
Церковь Сен-Жермен
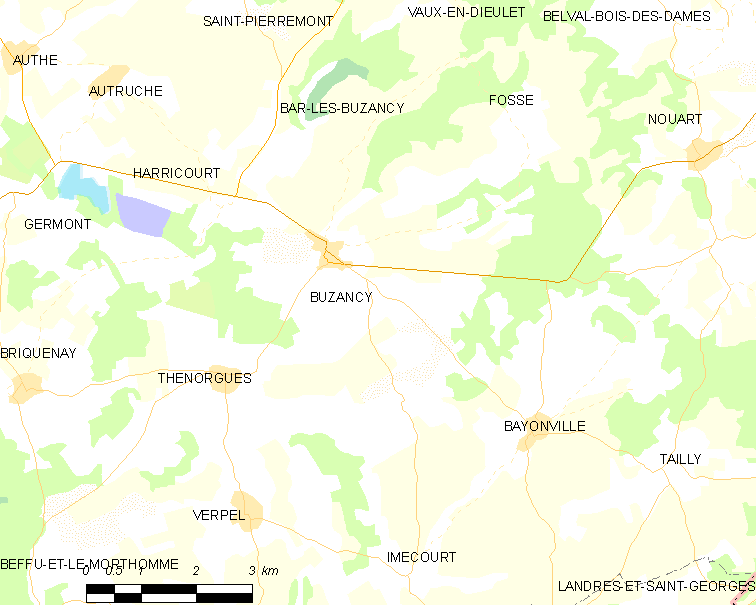
Карта коммуны